# Zapopan
För andra betydelser, se Zapopan (olika betydelser).
Zapopan är en stad i kommunen Zapopan i västra Mexiko och är belägen i delstaten Jalisco. Den är Jaliscos näst största stad och har en beräknad folkmängd av 1 118 983 invånare 2009, med totalt 1 260 381 invånare i hela kommunen. Zapopan ligger strax nordväst om delstatens huvudstad Guadalajara och ingår i dess storstadsområde.